# ورگارا (کوندینامارکا)
ورگارا (انگلیسی: Vergara, Cundinamarca) یک منطقه مسکونی در کشور کلمبیا است.